# 結城信孝
結城 信孝（ゆうき のぶたか、1944年 - ）は、日本のジャーナリスト、文芸評論家、アンソロジスト、エッセイストである。日本推理作家協会会員。父は作家の結城信一。

## 略歴
東京都目黒区出身。立教大学経済学部卒業。1967年、ベースボールマガジン社に入社。「週刊ベースボール」「相撲」編集部に所属。1973年、内外タイムス社に入社。編集局に勤務し、文化、芸能、スポーツ、ギャンブル等の記者をつとめるかたわら、文芸評論家として活動。新聞・雑誌で書評を連載。文庫解説や作家インタビューなども手がける。 
1990年退社。ギャンブル小説、ミステリを中心に、多数の小説のアンソロジーを発表している。

## 著書

### 単著
- 読みたい本がわかる 中経出版 1993 (ビジネスマンの知りたいbook)
- 江戸歴史人名クイズ 小学館 2006 (小学館文庫)
- 姓名力 : 有名人の名前検定1000 現代人物篇 小学館 2006 (小学館文庫)

### 編著
- 結城信一全集 全3巻　串田孫一,郡司勝義と共同で責任編集 未知谷 2000
- 小池真理子のミスティ 小池真理子著,結城信孝編 早川書房 2002 (ハヤカワ文庫. 小池真理子のミステリ傑作集 ; 1)
- 小池真理子のラウンド・ミッドナイト 小池真理子著,結城信孝編 早川書房 2003 (ハヤカワ文庫 小池真理子短篇ミステリ傑作集 ; 2)
- 小池真理子のマスカレード 小池真理子著,結城信孝編 早川書房 2003 (ハヤカワ文庫 小池真理子短篇ミステリ傑作集 ; 3)
- 小池真理子のエンジェル・アイズ 小池真理子著,結城信孝編 早川書房 2003 (ハヤカワ文庫 小池真理子短篇ミステリ傑作集 ; 4)
- 天和をつくれ 阿佐田哲也著,結城信孝編 小学館 2007 (小学館文庫)
- 結城信一評論・随筆集成 結城信一著,結城信孝編 未知谷 2007
- 源氏鷄太 源氏鶏太著 未知谷 2008 (昭和の短篇一人一冊集成)
- 色川武大 色川武大著 未知谷 2008 (昭和の短篇一人一冊集成)
- 戸川昌子 戸川昌子著 未知谷 2008 (昭和の短篇一人一冊集成)
- 吉行淳之介 吉行淳之介著 未知谷 2008 (昭和の短篇一人一冊集成)
- 藤原審爾 藤原審爾著 未知谷 2008 (昭和の短篇一人一冊集成)
- 雀師流転 阿佐田哲也著,結城信孝編 小学館 2008 (小学館文庫)
- これがオレの麻雀 阿佐田哲也著,結城信孝編 小学館 2008 (小学館文庫)
- 岡本綺堂怪談選集 岡本綺堂著,結城信孝編 小学館 2009 (小学館文庫)
- 悪女という種族 吉行淳之介著,結城信孝編 角川春樹事務所 2010 (ハルキ文庫)

### アンソロジー
- 黄金の指 石川喬司共編 光文社 1984 (カッパ・ノベルス. ギャンブル小説傑作集 ; 1)　のち『黄金の腕』と改題して光文社文庫
- 華麗なる賭け 石川喬司共編 光文社 1984 (カッパ・ノベルス. ギャンブル小説傑作集 ; 2)
- 女は一回勝負する 石川喬司共編　光文社 1984 (カッパ・ノベルス. ギャンブル小説傑作集 ; 3)
- 「名勝負」傑作大全 : ギャンブル小説珠玉集 上(競馬編) 石川喬司共編 光文社 1993 (カッパ・ノベルス)
- 「名勝負」傑作大全 : ギャンブル小説珠玉集 下(各種編) 石川喬司共編 光文社 1993 (カッパ・ノベルス)
- 誘惑 : 女流ミステリー傑作選 徳間書店 1999 (徳間文庫)
- 妖美 : 女流ミステリー傑作選 徳間書店 1999 (徳間文庫)
- 刺青 三天書房 2000 (傑作短篇シリーズ. 耽美傑作短篇集 ; 1)
- 花迷宮 日本文芸社 2000 (日文文庫)
- 血 三天書房 2000 (傑作短篇シリーズ. ホラー傑作短篇集 ; 1)
- 悪魔のような女 : 女流ミステリー傑作選 角川春樹事務所 2001 (ハルキ文庫)
- ふるえて眠れ : 女流ホラー傑作選 角川春樹事務所 2001 (ハルキ・ホラー文庫)
- 私は殺される : 女流ミステリー傑作選 角川春樹事務所 2001 (ハルキ文庫)
- 緋迷宮 : ミステリー・アンソロジー 祥伝社 2001 (祥伝社文庫)
- 浮き世草紙 : 女流時代小説傑作選 角川春樹事務所 2002 (ハルキ文庫. 時代小説文庫)
- 危険な関係 : 女流ミステリー傑作選 角川春樹事務所 2002 (ハルキ文庫)
- 紫迷宮 : ミステリー・アンソロジー 祥伝社 2002 (祥伝社文庫)
- 蒼迷宮 : ミステリー・アンソロジー 祥伝社 2002 (祥伝社文庫)
- 牌がささやく : 麻雀小説傑作選 徳間書店 2002 (徳間文庫)
- 紅迷宮 : ミステリー・アンソロジー 祥伝社 2002 (祥伝社文庫)
- 熟れた果実 徳間書店 2003 (徳間文庫)
- ミステリア : 女性作家アンソロジー 祥伝社 2003 (祥伝社文庫)
- 合わせ鏡 : 女流時代小説傑作選 角川春樹事務所 2003 (ハルキ文庫. 時代小説文庫)
- 翠迷宮 : ミステリー・アンソロジー 祥伝社 2003 (祥伝社文庫)
- らせん階段 : 女流ミステリー傑作選 角川春樹事務所 2003 (ハルキ文庫)
- 男たちの長い旅 徳間書店 2004 (Tokuma novels) のち徳間文庫
- ワルツ : アンソロジー 祥伝社 2004 (祥伝社文庫)
- 花ふぶき : 時代小説傑作選 角川春樹事務所 2004 (ハルキ文庫. 時代小説文庫)
- 白熱 早川書房 2005 (ハヤカワ文庫 ギャンブル・アンソロジー ; 競馬篇)
- めぐり逢い : 恋愛小説アンソロジー 角川春樹事務所 2005 (ハルキ文庫)
- 絶体絶命 早川書房 2006 (ハヤカワ文庫 ギャンブル・アンソロジー ; ゲーム篇)
- 熱い賭け 早川書房 2006 (ハヤカワ文庫 ギャンブル・アンソロジー ; カジノ篇)
- おいしい話 : 料理小説傑作選 徳間書店 2007 (徳間文庫)